# Parijs-Roubaix 1998
De 96e editie van Parijs-Roubaix werd verreden op zondag 12 april 1998. Franco Ballerini reed voor de tweede en laatste keer als eerste over de finish. Zijn ploegmaats (Andrea Tafi en Wilfried Peeters) vervolledigden het podium.

## Wedstrijdverloop
Topfavoriet Johan Museeuw, die een week eerder de Ronde van Vlaanderen had gewonnen, kwam op de kasseistrook in het Bos van Wallers-Arenberg zwaar ten val. De Mapei-renner brak zijn knieschijf en werd naar het ziekenhuis gebracht.
Maar ook zonder Museeuw kwam Mapei sterk voor de dag. Op zo'n 50 km van de finish vertrok de Italiaanse oud-winnaar Franco Ballerini uit de kopgroep. Terwijl hij zijn voorsprong rustig uitbouwde, zorgden zijn ploegmaats Andrea Tafi en Wilfried Peeters ervoor dat niemand anders uit de kopgroep zou ontsnappen. Ballerini won uiteindelijk met een voorsprong van meer dan vier minuten en zag hoe zijn ploegmaats in de slotfase nog waren weggereden van de rest.
Zo bestond het podium van Parijs-Roubaix enkel uit renners van Mapei, hetgeen in de editie van 1996 ook het geval was. Léon van Bon werd vierde en was zo de eerste Nederlander in de uitslag.

## Uitslag
| rang | renner             | land       | ploeg         | tijd      |
| ---- | ------------------ | ---------- | ------------- | --------- |
| 1    | Franco Ballerini   | Italië     | Mapei-Bricobi | 6u 57'49" |
| 2    | Andrea Tafi        | Italië     | Mapei-Bricobi | op 4'16"  |
| 3    | Wilfried Peeters   | België     | Mapei-Bricobi | op 4'19"  |
| 4    | Léon van Bon       | Nederland  | Rabobank      | op 4'49"  |
| 5    | Frédéric Moncassin | Frankrijk  | Gan           | z.t.      |
| 6    | Rolf Sørensen      | Denemarken | Rabobank      | op 4'50"  |
| 7    | Magnus Bäckstedt   | Zweden     | Gan           | op 4'52"  |
| 8    | Bart Leysen        | België     | Mapei-Bricobi | op 6'34"  |
| 9    | Gianluca Bortolami | Italië     | Festina       | z.t.      |
| 10   | Henk Vogels        | Australië  | Gan           | z.t.      |

1896 · 
1897 · 
1898 · 
1899 · 
1900 · 
1901 · 
1902 · 
1903 · 
1904 · 
1905 · 
1906 · 
1907 · 
1908 · 
1909 · 
1910 · 
1911 · 
1912 · 
1913 · 
1914 · 
1915 · 
1916 · 
1917 · 
1918 · 
1919 · 
1920 · 
1921 · 
1922 · 
1923 · 
1924 · 
1925 · 
1926 · 
1927 · 
1928 · 
1929 · 
1930 · 
1931 · 
1932 · 
1933 · 
1934 · 
1935 · 
1936 · 
1937 · 
1938 · 
1939 · 
1940 · 
1941 · 
1942 · 
1943 · 
1944 · 
1945 · 
1946 · 
1947 · 
1948 · 
1949 · 
1950 · 
1951 · 
1952 · 
1953 · 
1954 · 
1955 · 
1956 · 
1957 · 
1958 · 
1959 · 
1960 · 
1961 · 
1962 · 
1963 · 
1964 · 
1965 · 
1966 · 
1967 · 
1968 · 
1969 · 
1970 · 
1971 · 
1972 · 
1973 · 
1974 · 
1975 · 
1976 · 
1977 · 
1978 · 
1979 · 
1980 · 
1981 · 
1982 · 
1983 · 
1984 · 
1985 · 
1986 · 
1987 · 
1988 · 
1989 · 
1990 · 
1991 · 
1992 · 
1993 · 
1994 · 
1995 · 
1996 · 
1997 · 
1998 · 
1999 · 
2000 · 
2001 · 
2002 · 
2003 · 
2004 · 
2005 · 
2006 · 
2007 · 
2008 · 
2009 · 
2010 · 
2011 ·
2012 · 
2013 ·
2014 ·
2015 ·
2016 ·
2017 ·
2018 ·
2019 ·
2020 · 
2021 · 
2022 · 
2023 · 
2024 · 
2025